# Tristate
Em eletrônica digital, portas lógicas com saídas tri-state ou 3-state permitem a geração de valores de 0, 1 ou Z. Uma saída Z pode ser considerada como uma saída desconectada do resto do circuito, pois se apresenta em um estado de alta impedância. A intenção deste estado é permitir diversos circuitos a compartilharem da mesma linha ou barramento de dados, sem afetar umas as outras. Tri-state é uma marca registrada da National Semiconductors, mas é freqüentemente usada para descrever dispositivos produzidos por qualquer fabricante.

Um buffer tri-state pode ser entendido como uma chave. Se B está ligado, a chave é fechada. se B está desligado, a chave é aberta.

| Entrada | Entrada | Saída |
| A       | B       | C     |
| 0       | 0       | Z     |
| 1       | 0       | Z     |
| 0       | 1       | 0     |
| 1       | 1       | 1     |

## Usos da lógica tri-state
Saídas tri-state são implementadas em diversas famílias de circuitos integrados digitais, tais como a série 7400 de portas TTL. Saídas Tri-state podem ser encontradas em portas lógicas individuais, ou em circuitos integrando múltiplas saídas na forma de um buffer para barramento.
Dispositivos de lógica tri-state são geralmente usados para acomodar múltiplas linhas em barramentos de dados ou endereços. Se diversas saídas tri-state são conectadas eletronicamente, somente a saída ativa pode apresentar valores 1 ou 0, devendo o restante das linhas permanecer em estado de alta impedância. Caso duas ou mais linhas saiam de seu estado tri-state simultaneamente, há um conflito de saídas no barramento, podendo gerar desde um simples erro no barramento até a danificação de uma das saídas. Para evitar isto, deve-se aplicar um controle de acesso ao barramento.
Buffers tri-state podem ser usados para implementar multiplexadores eficientes especialmente naqueles com um grande número de entradas.